# Zentralbank des Irak
Die Zentralbank des Irak (CBI) (arabisch البنك المركزي العراقي, DMG al-Bank al-Markazī al-ʿIrāqī) ist die Zentralbank des vorderasiatischen Staates Irak mit Hauptsitz in dessen Hauptstadt, Bagdad.

## Geschichte
Nach dem Ende des Ersten Weltkriegs wurde das Währungs- und Bankensystem des Irak vom Britischen Mandat Mesopotamien verwaltet. Im Jahr 1932 wurde das Iraq Currency Board in London gegründet und somit die Pfund-Bindung des seit 1923 herausgegebenen Irakischen Dinars aufgegeben.
1949 wurde das Currency Board durch eine Irakische Nationalbank ersetzt, die schon zwei Jahre zuvor, am 16. November 1947 gegründet wurde. Diese wurde 1956 in Zentralbank des Irak umbenannt.
Am 18. März 2003, am Tag bevor US-Militär in Bagdad einmarschierte, wurden der Irakischen Zentralbank etwa 1 Milliarde US$ gestohlen. Dies wurde von verschiedenen Medienberichten als „größter Bankraub aller Zeiten“ bezeichnet.
Nach der US-Invasion im Jahr 2003 und Saddam Husseins Sturz wurde 2004 ein Gesetz erlassen, das die Neugründung einer unabhängigen irakischen Zentralbank veranlasste. Diese heutige Zentralbank verfügte über 100 Millionen US$ an autorisiertem Kapital. Das Gesetz regelt unter anderem, dass 100 % des Kapitals der Bank vom Staat getragen werden und nicht zu transferieren sind.
Am 25. Januar 2001 urteilte der Oberste Gerichtshof des Irak, dass die irakische Zentralbank zukünftig dem Ministerrat administrativ unterstehen sollte. Der damalige Vorsitzende der Zentralbank, Sinan Al Shabibi, warnte davor, dass unter Einfluss der Regierung die Unabhängigkeit der Institution gefährdet sein könnte.

## Architektur des Hauptquartiers
Das Hauptquartier der CBI in Bagdad wurde vom dänischen Architektenbüro Dissing+Weitling entworfen und 1985 fertiggestellt. Es ist ein rechteckiges Betongebäude, das mit Marmor verkleidet wurde. Der Bau hat nur wenige Fenster nach außen, dafür aber einen 40 Meter tiefen Innenhof, das Herzstück des Gebäudes.